# Station Engis
Station Engis is een spoorwegstation langs spoorlijn 125 (Namen - Luik) in de gemeente Engis. De loketten op dit station werden in 1993 gesloten, sindsdien is het een onbewaakt station.

## Treindienst
| Serie       | Treinsoort          | Route | Bijzonderheden                                                                                                  |
| ----------- | ------------------- | --- | --- |
| L 4950      | L-trein (NMBS)      | Luik-Guillemins – Engis – Hoei – Namen                                                                           | |
| P 7460/8460 | Piekuurtrein (NMBS) | Statte – Engis – Luik-Guillemins                                                                                 | Rijdt alleen op werkdagen.                                                                                      |
| P 7480/8480 | Piekuurtrein (NMBS) | [ Hoei – Namen ] / [ Herstal – Luik-Sint-Lambertus – Luik-Guillemins – [ Rivage – Gouvy ] / [ Engis – Statte ] ] | Rijdt alleen op werkdagen. Een trein vanuit Herstal naar Gouvy. Twee treinen per richting tussen Hoei en Namen. |

## Reizigerstellingen
De grafiek en tabel geven het gemiddeld aantal instappende reizigers weer op een week-, zater- en zondag.
| Tabel: aantal instappende reizigers station Engis | Tabel: aantal instappende reizigers station Engis | Tabel: aantal instappende reizigers station Engis | Tabel: aantal instappende reizigers station Engis |
|                                                   | Weekdag                                           | Zaterdag                                          | Zondag                                            |
| ------------------------------------------------- | ------------------------------------------------- | ------------------------------------------------- | ------------------------------------------------- |
| 1977                                              | 212                                               | 79                                                | 39                                                |
| 1978                                              | 242                                               | 80                                                | 39                                                |
| 1979                                              | 251                                               | 72                                                | 51                                                |
| 1980                                              | 256                                               | 31                                                | 42                                                |
| 1981                                              | 254                                               | 97                                                | 40                                                |
| 1982                                              | 242                                               | 46                                                | 30                                                |
| 1983                                              | 235                                               | 58                                                | 21                                                |
| 1984                                              | 264                                               | 50                                                | 38                                                |
| 1985                                              | 256                                               | 55                                                | 35                                                |
| 1986                                              | 247                                               | 58                                                | 35                                                |
| 1987                                              | 299                                               | 73                                                | 57                                                |
| 1988                                              | 250                                               | 55                                                | 34                                                |
| 1989                                              | 226                                               | 67                                                | 56                                                |
| 1990                                              | 163                                               | 39                                                | 29                                                |
| 1991                                              | 181                                               | 39                                                | 6                                                 |
| 1992                                              | 172                                               | 67                                                | 33                                                |
| 1993                                              | 176                                               | 51                                                | 38                                                |
| 1994                                              | 201                                               | 63                                                | 22                                                |
| 1995                                              | 148                                               | 35                                                | 31                                                |
| 1996                                              | 169                                               | 48                                                | 25                                                |
| 1997                                              | 185                                               | 76                                                | 32                                                |
| 1998                                              | 197                                               | 49                                                | 34                                                |
| 1999                                              | 176                                               | 34                                                | 21                                                |
| 2000                                              | 229                                               | 51                                                | 42                                                |
| 2001                                              | 181                                               | 39                                                | 26                                                |
| 2002                                              | 217                                               | 36                                                | 31                                                |
| 2003                                              | 191                                               | 33                                                | 28                                                |
| 2004                                              | 151                                               | 44                                                | 26                                                |
| 2005                                              | 181                                               | 34                                                | 30                                                |
| 2006                                              | 207                                               | 45                                                | 36                                                |
| 2007                                              | 184                                               | 38                                                | 33                                                |
| 2008                                              | -                                                 | -                                                 | -                                                 |
| 2009                                              | 215                                               | 50                                                | 37                                                |
| 2010                                              | -                                                 | -                                                 | -                                                 |
| 2011                                              | -                                                 | -                                                 | -                                                 |
| 2012                                              | 273                                               | 61                                                | 57                                                |
| 2013                                              | 276                                               | 60                                                | 51                                                |
| 2014                                              | 250                                               | 67                                                | 30                                                |
| 2015                                              | 171                                               | 43                                                | 34                                                |
| 2016                                              | 230                                               | 53                                                | 30                                                |
| 2017                                              | 193                                               | 40                                                | 38                                                |
| 2018                                              | 177                                               | 47                                                | 46                                                |
| 2019                                              | 175                                               | 33                                                | 36                                                |
| 2020                                              | 122                                               | 62                                                | 25                                                |
| 2021                                              | -                                                 | -                                                 | -                                                 |
| 2022                                              | 227                                               | 66                                                | 51                                                |
| 2023                                              | 252                                               | 59                                                | 48                                                |
| 2024                                              | 211                                               | 85                                                | 71                                                |

0,0: Luik-Guillemins ·
1,1: Val-Benoît ·
2,9: Sclessin ·
5,1: Tilleur ·
6,4: Pont-de-Seraing ·
7,3: Jemeppe-sur-Meuse ·
9,3: Flémalle-Grande ·
10,0: Leman ·
11,2: Flémalle-Haute ·
12,3: Chokier ·
14,0: Aigremont ·
15,3: Engis ·
17,3: La Mallieue ·
18,8: Hermalle-sous-Huy ·
21,2: Haute-Flône ·
22,5: Amay ·
24,9: Ampsin ·
27,9: Corphalie ·
29,4: Hoei ·
30,4: Statte ·
32,7: Bas-Oha ·
35,7: Java ·
40,3: Andenne ·
41,7: Château-de-Seilles ·
46,5: Sclaigneaux ·
48,8: Namêche ·
51,5: Marche-les-Dames ·
54,7: Beez ·
57,1: Faubourg-Saint-Nicolas ·
59,5: Namen